# Kostel svatého Petra a Pavla (Krásný Les)
Kostel svatého Petra a Pavla je kostel v obci Krásný Les v okrese Karlovy Vary.

## Historie
Původně gotický farní kostel byl postaven ve druhé polovině 14. století. Dne 18. dubna 1681 společně s osadou vyhořel. Na konci 17. století byl kostel obnoven v barokním slohu. V letech 1794-1795 byla náhradou za původní zchátralou věž postavena nová. 
V roce 1802 byla instalována nová kazatelna a v roce 1905 nové varhany, které vyrobil Ferdinand Müller z Nepomyšle. 
Kolem kostela se původně rozkládal hřbitov, v jehož jižním rohu se nachází kostnice ze 17. století.
Dne 23. června 1982 kostel vyhořel. Zůstaly pouze obvodové zdi a věž. Byl vydán demoliční výměr, ale díky úsilí jáchymovského faráře a děkana Františka Krásenského bylo zdivo zakonzervováno.

## Současnost
Dnes stojí věž a obvodové zdivo kostela. Presbytář kostela je novodobě zastřešen a hlavní loď je upravena do podoby zahrady s křížovou cestou. Kostel byl znovu vysvěcen dne 7. listopadu 1987 Františkem kardinálem 
Tomáškem.